# DoReDoS
DoReDos je moldavski trio bend iz Ribnica, Moldavija. Grupu čine Marina Djundjet, Eugeniu Andrianov i Sergiu Mita. Predstavljali su Moldaviju na Pesmi Evrovizije 2018. godine.

## Biografija
Trio „DoReDos“ osnovan je 2011. godine u gradu Ribnica, u Moldaviji. 2017. godine postali su pobedili na takmičenju "New Wave" na kojem su bili predstavnici Moldavije. Nakon toga su dobili zvanje zasluženih umetnika Moldavije. Učestvovali su na moldavskom nacionalnom izboru za Pesmu Evrovizije 3 puta: 2015, 2016 i 2018. 2015. su bili sa pesmom Maricica i bili su 6. u finalu. Drugi pokušaj im je bio 2016. godine sa pesmom FunnyFolk, sa kojom su bili 4. u finalu. 2018. konačno pobeđuju i idu na Pesmu Evrovizije 2018. u Lisabon sa pesmom My Lucky Day. Bili su 10. u finalu od 26 pesama sa 209 bodova.

## Diskografija
- Maricica (2015)
- FunnyFolk (2016)
- Constantine (2018)
- Write Your Number On My Hand (2018)
- My Lucky Day (2018)
- Opusti (2019)
- Shokolad (2019)